# Saint-Gengoux-de-Scissé
Saint-Gengoux-de-Scissé település Franciaországban, Saône-et-Loire megyében. Lakosainak száma 593 fő (2022. január 1.). Saint-Gengoux-de-Scissé Bissy-la-Mâconnaise, Azé, Blanot, Lugny és Péronne községekkel határos.

## Népesség
A település népessége az elmúlt években az alábbi módon változott:
| Lakosok száma | 602  | 616  | 611  | 608  | 600  | 592  | 584  | 580  | 593  |
|               | 2013 | 2015 | 2016 | 2017 | 2018 | 2019 | 2020 | 2021 | 2022 |